# ScratchJr
ScratchJrは、5歳から7歳の子供にプログラミングスキルを紹介するために設計されたビジュアルプログラミング言語である。ScratchJrでプロジェクトを作成することにより、幼児は文字を読むことができなくても、創造的、体系的に考えることを学ぶことができる。iOS、Android、Chromebook用の無料アプリとして提供されている。
ScratchJrは、世界中で7,000万人以上が使用しているScratchの派生語である。ただし、Scratchでのプログラミングには基本的な読み書きや算数の力が必要であることから、読み書きや算数の力を必要とせずに、より若い年齢でプログラミングを学ぶための簡単な方法を提供する別の言語の必要性を感じたため、開発された。

## 歴史
ScratchJrは、Scratchを開発したMITメディアラボが、タフツ大学とThe Playful Inventor Companyと協力して開発された。アメリカ国立科学財団から130万ドルの助成金を受け、Kickstarterプラットフォームで追加の資金を調達した。
ScratchJrは、最初に2014年7月にiPad向けにリリースされた。Androidバージョンは2015年3月にリリースされ、Chromebookアプリは2016年3月にリリースされた。
また、2015年にPBS Kidsと提携してリリースされた「PBS Kids ScratchJr」というバージョンもある。このバージョンでは、「Nature Cat」や「Wild Kratts」といった子供向けの人気アニメシリーズから描かれたスプライトや背景を使用している。

## インターフェース

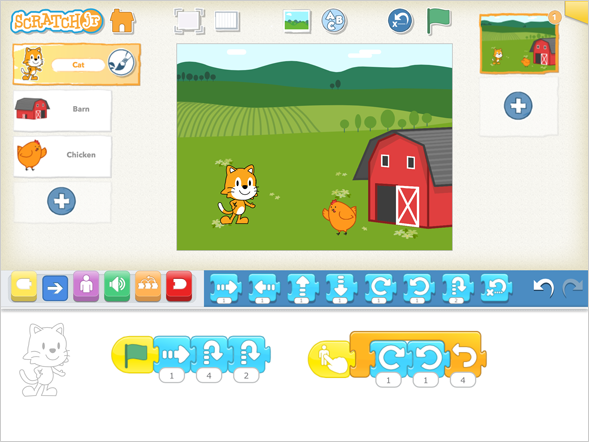
エディターのインターフェース

子供たちは、キャラクターやその他のオブジェクトであるスプライトと呼ばれるオブジェクトでコードを作成する。ScratchJrにはスプライトのライブラリが用意されており、「ペイントエディタ」を使ってスプライトを編集したり、新しいスプライトを作成したりすることができる。
コードは、ブロックをコーディングエリアにドラッグし、スナップすることで作成される。すべてのブロックは完全にアイコン化されており、テキストはないので、子供たちは文字を読む前にこの言語を使うことができる。ブロックは、言葉のように左から右へとつながっている。
ユーザーインターフェースはScratchよりもはるかにシンプルに作られている。また、Scrarchには存在する数カテゴリと各カテゴリー内のブロック数を減らし、最も基本的なものだけを残した。
| カテゴリー | カテゴリー   | ノート                                                         |
| ---------- | ------------ | -------------------------------------------------------------- |
|            | イベント     | スクリプトを開始し、他のスクリプトにメッセージを送信する       |
|            | 動き         | スプライトを移動したり、角度を変更したりする                   |
|            | 見た目       | コスチュームの色や大きさを変更する                             |
|            | 音           | 「ポップ」サウンドまたは録音されたサウンドを制御する           |
|            | 制御         | スクリプトの一部を指定された回数繰り返す                       |
|            | エンディング | プログラムを終了させ、プロジェクトの指定されたページに移動する |

スプライトに加えて、子供たちはプロジェクトに背景を追加して、設定や雰囲気を与えることができる。背景は本の1ページのように扱われ、それぞれにスプライトが用意されている。1つのプロジェクトには、最大4つの背景を設定することができる。

## 学校での使用
ScratchJrは、タフツ大学と提携しているメドフォードのエリオットピアソンチルドレンズスクールの幼稚園の教室や、ボストンのウォータータウンにあるユダヤ人コミュニティデイスクールで使用されている。